# 太阳塔
太陽塔（英語：solar tower），又稱為塔式太陽望遠鏡，是專門用於觀測太陽的天文設備。
太陽塔的高度通常在20米以上，目的在避免受到地面被太陽能加熱產生的熱輻射造成的大氣擾動，塔的頂部安置觀測太陽的定天鏡，將太陽光垂直導入正下方安置的成像系統和觀測儀器。傳統的用於觀測的天文臺不需要安置在地面高度以上的位置，因為在晚上進行觀測時，地面的輻射已經降至最小值了。
在1904年，威爾遜山天文台建造了水平式的雪太陽觀測台，很快的就發現熱輻射會妨礙觀測的進行。幾乎就在雪觀測台開始運作的同時，60尺高的太陽塔就開始規劃，在1908年完成，是世界上最早建成的太陽塔。緊接著，150尺高的太陽塔也在1912年完成。
60尺的太陽塔現在仍用於日震學的研究工作，而150尺的高塔仍活躍於加州大學的太陽週期計畫中。
這個項目的觀測設備也用於其他的研究計畫，例如，太陽塔的契忍可夫效應實驗（STACEE），就是用來研究契忍可夫輻射；還有魏茨曼科學研究學院的太陽能塔。

## 其他的太陽塔
- 法國的 Meudon太陽塔
- 中國的南京大學太陽塔，於1979年落成，是中國的第一座太陽塔。

## 外部連結
- 威爾遜山天文台
- 150尺太陽塔（页面存档备份，存于）
- 60尺太陽塔（页面存档备份，存于）
- STACEE首頁Archive.today的存檔，存档日期2012-12-11